# Cuereta torrentera
La cuereta torrentera o titina i titeta groga a les Balears (Motacilla cinerea) és una espècie d'ocell de l'ordre dels passeriformes.

## Altres noms
cueta groga, pastorella groga, pastoreta groga, pascueta groga, pastoreta de torrent, cascueta groga, cuscueta groga, cuereta groga.

## Morfologia
Mesura 18-21 cm de llargària i 29 cm d'envergadura alar. És de color blau-grisenc per sobre i groc per sota. És la cuereta que té la cua més llarga (fa 9 cm de llargada), i és de color negre amb les rectrius externes blanques. A l'estiu, el mascle ensenya la gola negra i a l'hivern la té blanca.

## Ecologia
Cria a l'Europa temperada, Àsia i Àfrica del Nord. És sedentària a les zones de clima més suau de l'Europa Occidental però les poblacions septentrionals i orientals hivernen al sud d'Àsia, Àfrica i Papua Nova Guinea. A Catalunya és un ocell sedentari. També venen a hivernar de França i Suïssa, que se sumen als individus catalans que deixen les muntanyes per ocupar les llacunes de la terra baixa.
A la muntanya es nodreixen amb insectes i quan baixen a la costa ho fan amb petits mol·luscs principalment.
Prefereix situar el niu a la vora dels cursos d'aigua muntanyencs, entre les roques o a la soca dels arbres. La femella basteix un niu emprant molsa i herbes, i pèls com a revestiment, on, a l'abril-juny diposita cinc ous, que ella, principalment, s'encarrega d'escalfar. Els petits seran encebats per ambdós pares i volaran al cap de 12 dies. Normalment fan dues postes.

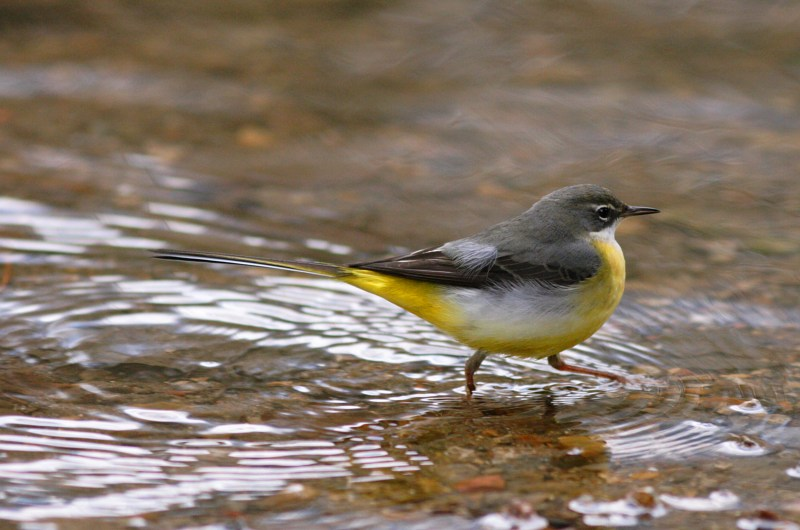
Cuereta torrentera
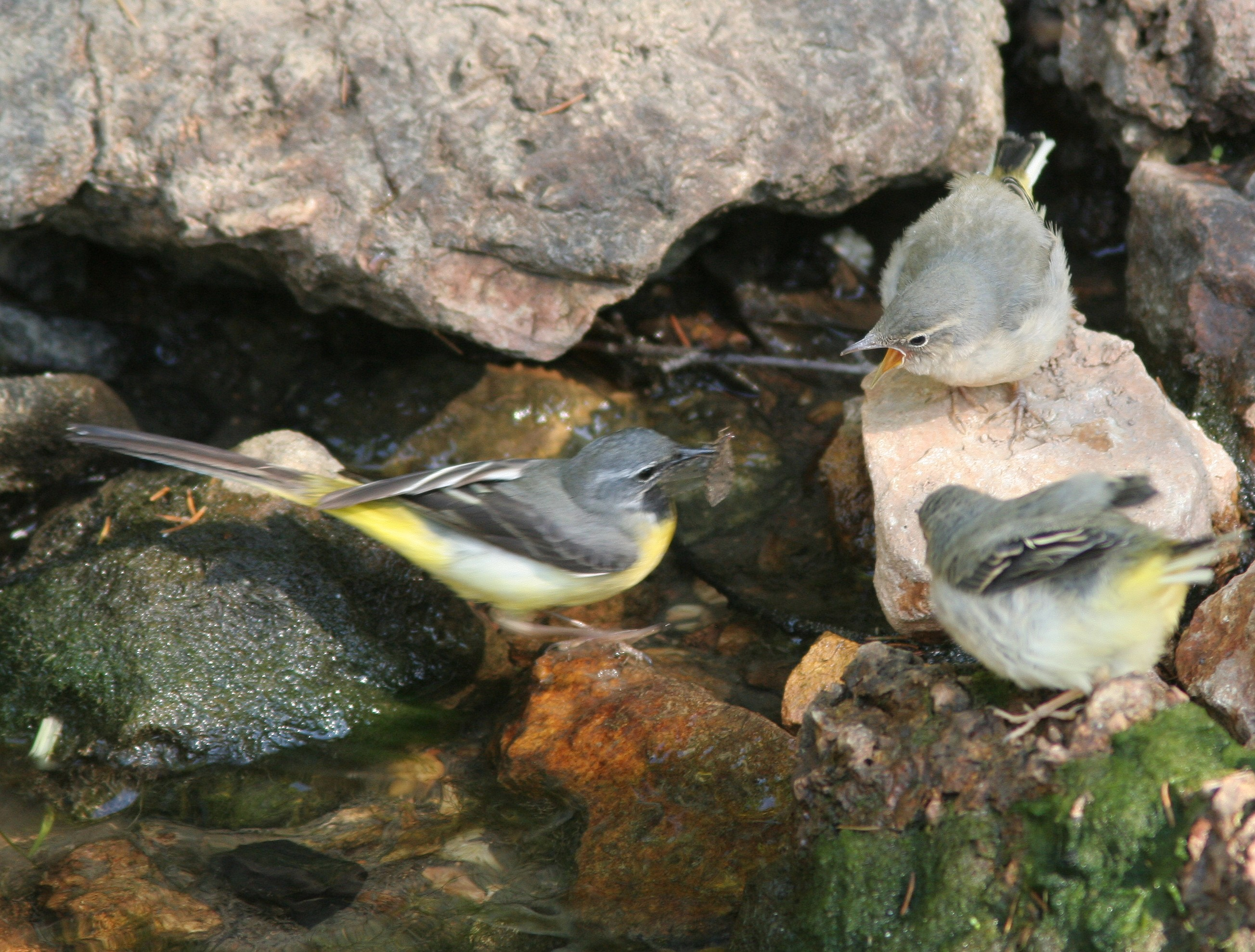
Exemplar adult amb dues cries